# Reakcja Jaffego
Reakcja Jaffego – metoda kolorymetrycznego oznaczania kreatyniny w płynach ustrojowych, wykorzystywana w laboratoriach klinicznych.
Barwna reakcja kreatyniny z kwasem pikrynowym (2,4,6-trinitrofenolem) w środowisku alkalicznym została opisana przez Maxa Jaffego w 1886 roku w pracy zatytułowanej Über den Niederschlag, welchen Pikrinsäure in normalem Harn erzeugt und über eine neue Reaction des Kreatinins. W 1914 roku Otto Folin i J.L. Morris opracowali metodę oznaczania kreatyniny z wykorzystaniem reakcji Jaffego w moczu, a w 1919 roku Folin i Hsien Wu w odbiałczonej krwi.
Struktura pomarańczowoczerwonego produktu reakcji była przedmiotem wielu badań. W 1975 roku Anthony R. Butler wykazał, że powstającym barwnym związkiem jest tzw. kompleks Janovsky’ego, którego stężenie można określić, mierząc absorbancję przy 483 nm. Stężenie kreatyniny w próbce określa się, mierząc absorbancję po reakcji. Reakcja Jaffego, po udoskonaleniach, pozostała ważną metodą analityczną oznaczania kreatyniny w próbkach fizjologicznych. Została opracowana także jej wersja zminiaturyzowana, przeprowadzana na papierku analitycznym, z określaniem stężenia kreatyniny na podstawie pomiaru intensywności RGB powstałego kompleksu Janovsky’ego za pomocą kamery CMOS.

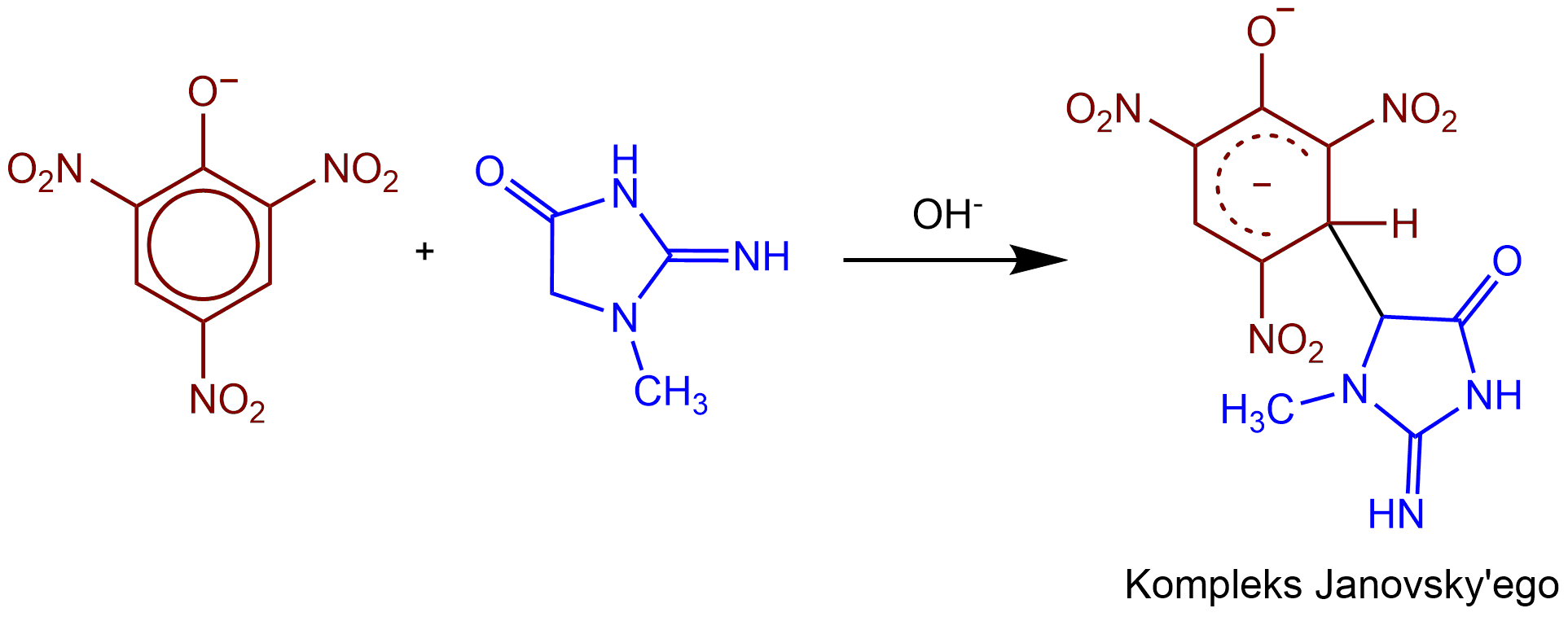
Reakcja Jaffego. Kwas pikrynowy z kreatyniną tworzy barwny kompleks Janovsky’ego

## Interferencje
Już sam Jaffe w swojej pracy zauważył, że kreatynina nie jest jedynym związkiem, który tworzy pomarańczowy kompleks w reakcji z kwasem pikrynowym, a podobny efekt jest obserwowany także w obecności acetonu czy glukozy. Obecnie za związki znacząco wpływające na oznaczone stężenie kreatyniny metodą Jaffego uważa się białka, bilirubinę, glukozę, kwas askorbinowy, acetooctany czy antybiotyki z grupy cefalosporyn, a całkowita liczba znanych interferentów sięga 200. W konsekwencji, w porównaniu z innymi metodami, procedura Jaffego zawyża uzyskiwane wyniki średnio o około 27 μmol/l.

### Pomiar dyskryminacyjny
Sposobem minimalizacji interferencji w metodzie Jaffego stosowanym w rutynowej analizie klinicznej jest pomiar dyskryminacyjny, zwany niekiedy kinetycznym lub dwupunktowym. Taki tryb pomiaru zastosowany do reakcji Jaffego został opisany przez Fabiny i Ertingshausena. Jako sygnał analityczny zamiast absorbancji została wykorzystana różnica absorbancji zmierzonej między 20 a 80 sekundą reakcji dla długości fali 520 nm. W ten sposób eliminuje się wpływ związków reagujących z kwasem pikrynowym z inną kinetyką niż kreatynina, na przykład bilirubiny.